# Oscar Spinosa Melo
Oscar Federico Spinosa Melo (Buenos Aires, 1 de marzo de 1942) es un exdiplomático y abogado argentino, que se desempeñó como Embajador de la Argentina en Chile. Su gestión al frente de la embajada estuvo marcada por escándalos de diversos tipos, que derivaron en diversas causas judiciales, tanto en Argentina como en Chile, así como la publicación de un libro al respecto, Impunidad diplomática, cuya publicación fue censurada en Chile en los primeros años democráticos de aquel país en 1993.

## Carrera
Sus estudios secundarios se repartieron entre la Escuela Argentina Modelo, el Colegio Champagnat y el Instituto Le Rosey, en Suiza. Se encontraba residiendo en aquel país ya que su madre, Helena Haydée Melo, se casó con el diplomático Carlos Herrera, quien también llegaría a alcanzar el puesto de embajador argentino en Chile.
Comenzó a estudiar Derecho en la Universidad de Buenos Aires, carrera en la que tuvo poco éxito y dejó al poco tiempo, aunque luego se recibió de Licenciado en Relaciones Internacionales por la Universidad de Belgrano. Posteriormente ingresó al recientemente creado Instituto del Servicio Exterior de la Nación, egresando en la segunda promoción de la misma en 1968. Estuvo destinado en Estados Unidos, la Unión Soviética y Dinamarca.
En 1973, tras haber protagonizado diversos incidentes como diplomático, fue cesado del servicio exterior, durante la presidencia de Isabel Martínez de Perón. El Proceso de Reorganización Nacional lo reincorporó como tal, destinándolo a Italia. Sin embargo, sus escándalos de conducta no cesaron, y fue destinado a Arabia Saudita en la década de 1980 tras una denuncia de una señora italiana que afirmaba que Spinosa, con quien mantenía una relación íntima, le robó obras de arte. No logró avanzar en su carrera diplomática producto de sus múltiples faltas, hasta que logró el apoyo de empresarios saudíes a la candidatura de Carlos Menem, quien lo ascendió finalmente a embajador en 1989, designándolo como embajador argentino en Chile.

### Embajador en Chile
Siendo presidente Carlos Menem es destinado a Chile, y presentó sus cartas credenciales ante el entonces dictador Augusto Pinochet en octubre de 1989. Logró tejer importantes vínculos con las clases altas de Santiago de Chile y pronto se hizo conocido por sus fiestas en la residencia oficial de embajador, donde, de acuerdo al periodista Francisco Martorell se sucedían orgías entre políticos y empresarios, donde participaba el mismo Spinosa Melo con prostitutas. Asimismo, Martorell señalaba una conducta errática de Spinosa Melo producto de su consumo de cocaína, que lo llevó a pensamientos paranoicos, como la existencia de un plan de la élite chilena para matarlo. Ello lo habría llevado a extorsionar a diversos políticos y empresarios con revelar videos de carácter sexual si no se le depositaba determinada cantidad de dinero en 1991. El caso estalló en la opinión pública chilena, y el libro de Martorell fue censurado por una orden judicial y generó un amplio debate sobre la libertad de prensa. En Chile no fue posible iniciar acciones penales de acuerdo con la Convención de Viena sobre Relaciones Diplomáticas.
En cuanto a su actividad diplomática en sí, se destaca las negociaciones al respecto de los Hielos Continentales, que no fueron del agrado del entonces canciller Guido di Tella.
En Argentina, si bien se reaccionó desplazándolo del cargo y con el apartamiento definitivo de su carrera diplomática, no avanzó ninguna causa judicial en su contra e incluso logró un fallo ante la Corte Suprema de la Nación que le otorgaba razón en cuanto a su expulsión del servicio exterior por la revelación de orgías y aspectos de su vida privada. Inició acciones legales contra los diarios argentinos que lo vincularon al consumo de estupefacientes. Spinosa Melo denunció un complot contra él, orquestado por di Tella y Menem, y denunció, a través de diversos libros que publicó hechos de corrupción del gobierno menemista.